# マルボルク
マルボルク （Malbork [ˈmalbɔrk] ( 音声ファイル), ドイツ語: Marienburg in Westpreußen [maˈʁiːənbʊʁk] ( 音声ファイル),  ラテン語: Civitas Beatae Virginis）は、ポーランド北部の都市。ポモージェ県に属する。都市は13世紀にドイツ騎士団が建設した。ドイツ語名はマリーエンブルク・イン・ヴェストプロイセン。UNESCOの世界遺産に登録されているマルボルク城がある。

## 城の歴史

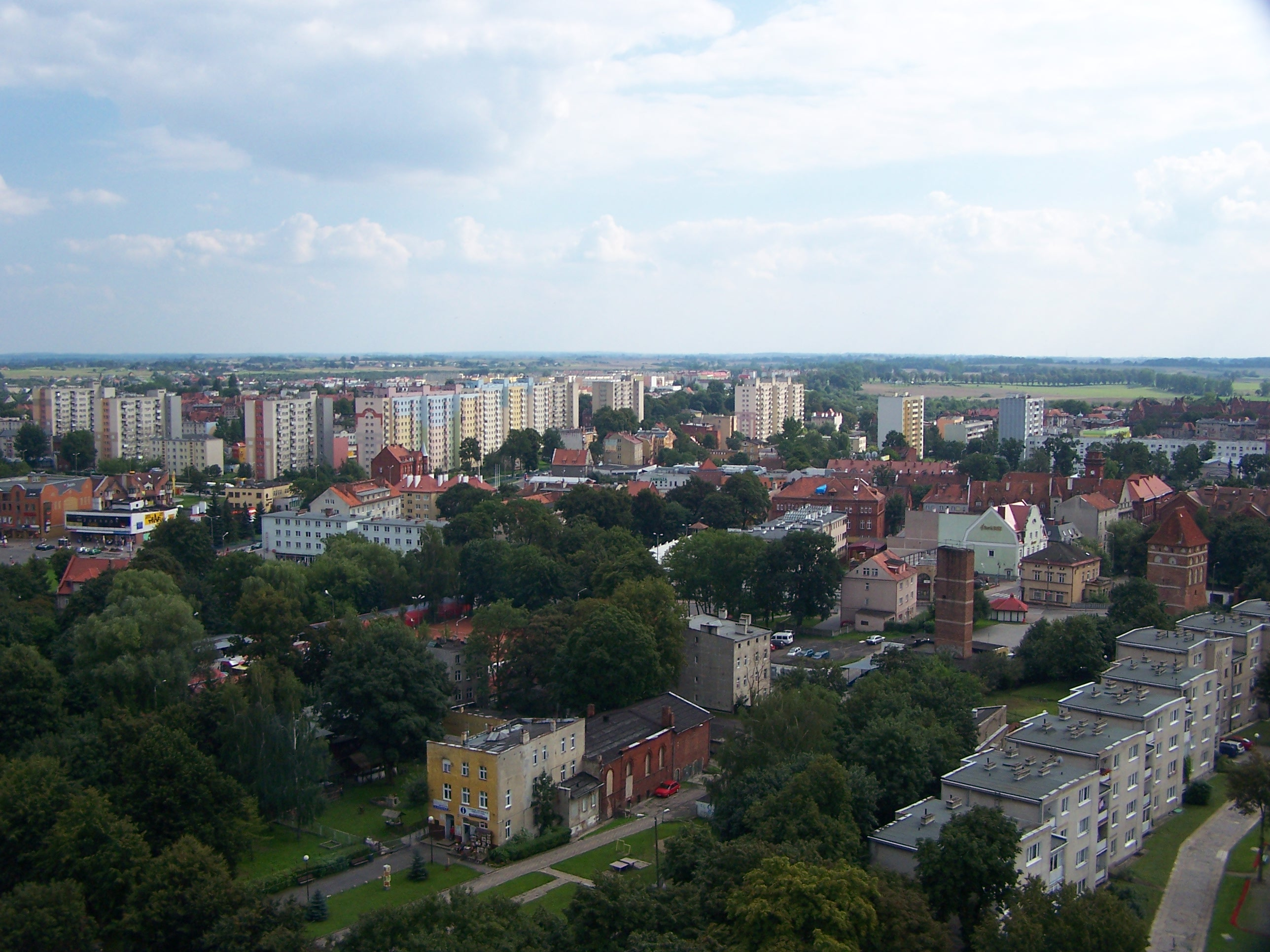
マルボルク市街外縁部の住宅団地

町は、ドイツ騎士団が1274年に建てたノガト川（ヴィスワ川支流）東岸の要塞オルデンスブルク・マリーエンブルク（Ordensburg Marienburg）周囲に建てられた。町も城も騎士団の守護者聖母マリアにちなみ、マリーエンブルク（ポーランド語ではMalborg、またはMalbork）と名付けられた。この要塞化された城はドイツ騎士団の本拠地、そしてヨーロッパ最大のゴシック様式要塞となった。十三年戦争、ドイツ騎士団領からの独立を求めてプロイセン諸都市が反乱を起こした）の最中、マリーエンブルク城はドイツ騎士団によってボヘミア出身の神聖ローマ帝国兵士らの担保にされた。騎士団は、1457年に弁済の代わりに城をポーランド王カジェミェシュ4世へ売り渡した。これは政治的にマリーエンブルクの町から城が切り離されたということになり、市民たちはポーランドに抵抗した（市民たちは、自分たちがドイツ人であるという自覚を持っていた）。 
およそ230年続いた城の建設のもと、マルボルク城は実際は3つの城は互いに組み合わさっていた。中世要塞の古典的な例として世界一大きな煉瓦造りの城であり、ヨーロッパにおけるこの種の城では五指に入る印象的なものである。第二次世界大戦が勃発したとき城は修復過程にあった。戦中、城は50%以上が破壊された。修復事業は戦後進行した。しかし、城の主聖堂はちょうど戦争直前にほぼ修復されていたのだが、戦争中に破壊され現在も破壊されたまま残っている。城と内部の博物館は世界遺産に登録されている。

## 町の歴史

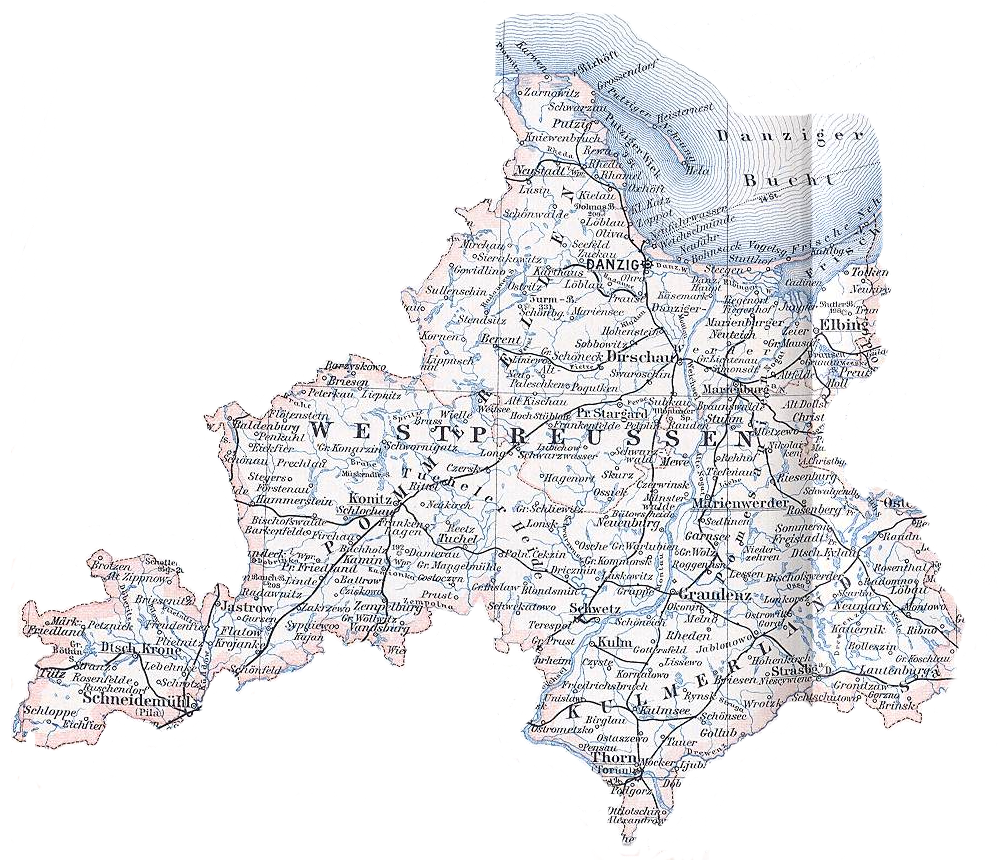
マリーエンブルクを含む西プロイセンの地図、1896年

マリーエンブルクの町は、城の近くに発展した。地形は平坦なため、ノガト川を利用した水運で、100km離れた海との接続も良好であった。ドイツ騎士団によるプルーセン支配時代、騎士らは川を行き交う船から通行料を徴収し、琥珀貿易の独占権を持っていた。町は後にハンザ同盟に加盟し、多くの同盟の会合が開かれた。
十三年戦争の最中の1457年に城がポーランド王へ売却されるとドイツ騎士団はこの地を離れた。町長バルトロメウス・ブルーメ（Bartholomäus Blume）が代表を務めるマリーエンブルクの町とその他の者たちは、ポーランド王国の庇護を得てドイツ騎士団に反旗を翻したドイツ人プロイセン連合に3年以上も抵抗した。最終的にはポーランド王国とプロイセン連合の同盟側が町を手中に収め、ブルーメはプロイセン連合により絞首刑にされた上、八つ裂きにされた。1864年には、ブルーメを記念した記念碑が建てられた。
町は1466年の第二次トルンの和約後、王領プロイセンの県となったが、1772年にポーランド分割が行われると、町はプロイセン王国領となり、その年のうちに西プロイセンの一部となった。1871年はプロイセンを盟主にドイツ帝国が成立する。
第一次世界大戦後、ヴェルサイユ条約によって住民たちはドイツに残留するか、新設のポーランド共和国に加わるか、1920年7月11日の国民投票でその是非を問われることになった。17,805票のドイツ残留支持と191票のポーランド併合票の結果、マリーエンブルクは東プロイセンのマリーエンヴェルダー県（de:Regierungsbezirk Marienwerder）となった。第二次世界大戦の連合国側勝利とポツダム宣言により、マリーエンブルクはポーランドとなり、名称もポーランド語のマリボルクとなった。全てのドイツ人住民は追放された。

## 著名な出身者
- グジェゴシ・ラトー　-　元サッカー選手、政治家

## 友好都市
- ノルトホルン（英語版）、ドイツ
- トラカイ、リトアニア
- セルヴェスボリ（英語版）、スウェーデン
- マリニー＝レ＝コンピエーニュ（フランス語版）、フランス
- モンハイム・アム・ライン（英語版）、ドイツ

## 参照
1. ↑  Matthias Weber:Preussen in Ostmitteleuropa: Geschehensgeschichte und Verstehensgeschichte, 2003